# Jurij Bojko
Jurij Anatolijovyč Bojko (ukrajinsky Юрій Анатолійович Бойко, * 9. října 1958, Horlivka) je ukrajinský politik. V letech 2012–2014 byl místopředsedou vlády a v letech 2010–2012 ministrem energetiky a uhelného průmyslu za Stranu regionů ve vládě Mykoly Azarova. V ukrajinské administrativě působil již v letech 2006–2007 za vlády Viktora Janukovyče, kdy zastával post ministra paliv a energetiky.

## Politická kariéra
V srpnu 2006 byl předsedou vlády Janukovyčem jmenován ministrem paliv a energetiky. V této funkci se Bojkovi na podzim 2007 podařilo dosáhnout dohody s Ruskem o zajištění dodávek zemního plynu na Ukrajinu.  Po Janukovyčově vítězství v prezidentských volbách v roce 2010 byl 11. března 2010 znovu jmenován ministrem energetiky. Při rekonstrukci kabinetu po parlamentních volbách v prosinci 2012 se Bojko stal místopředsedou vlády. Byl považován za blízkého důvěrníka Janukovyče. 
V březnu roku 2014 oznámil svoji kandidaturu v prezidentských volbách, přestože Strana regionů nominovala Mychajla Dobkina. Začátkem dubna 2014 byl Jurij Bojko ze Strany regionů spolu se Serhijem Tihipkem a Olehem Carjovem vyloučen. V ukrajinských prezidentských volbách v květnu 2014 kandidoval jako nezávislý kandidát a získal 0,19 % hlasů. Novinář Arťom Kobzev vysvětlil jeho kandidaturu snahou vyhnout se trestnímu stíhání za korupci a kontakty s oligarchou Dmytrem Firtašem. V parlamentních volbách v říjnu 2014 byl lídrem koalice Opoziční blok a byl zvolen poslancem. V únoru 2015 podal návrh na zahájení mírových rozhovorů mezi Ukrajinou a Ruskem. Zúčastnil se prezidentských voleb v roce 2019, v prvním kole skončil na čtvrtém místě se ziskem 11,54 % hlasů a do druhého kola nepostoupil. Největší podporu měl ve východní části země, kde v některých obvodech i vyhrál.
Navzdory svým proruským postojům odsoudil v roce 2022 ruskou invazi na Ukrajinu a podpořil plány na přijetí Ukrajiny jako člena EU.

## Vyznamenání
- Hrdina Ukrajiny (Ukrajina, 22. srpna 2004)[9] – za vynikající osobní služby ukrajinskému státu při vývoji palivového a energetického komplexu a za mnoho let odborné práce
- Řád za zásluhy III. třídy (Ukrajina, 22. května 2003)[10]